# 奧登齊
50°55′38″N 31°0′18″E / 50.92722°N 31.00500°E
奧丁齊（烏克蘭語：Одинці）是烏克蘭北部切爾尼希夫州切爾尼希夫區奥斯泰尔市镇的村庄。始建於1666年，面積1.2平方公里，海拔高度112米，2001年人口268，人口密度每平方公里219.8人。